# 1929年臺灣
|        | 臺灣歷史 \| 台灣歷史年表 |
| 世纪： | 19世纪臺灣 \| 20世纪臺灣 \| 21世纪臺灣 |
| 年代： | 1890年代臺灣 \| 1900年代臺灣 \| 1910年代臺灣 \| 1920年代臺灣 \| 1930年代臺灣 \| 1940年代臺灣 \| 1950年代臺灣                                           |
| 年份： | 1924年臺灣 \| 1925年臺灣 \| 1926年臺灣 \| 1927年臺灣 \| 1928年臺灣 \| 1929年臺灣 \| 1930年臺灣 \| 1931年臺灣 \| 1932年臺灣 \| 1933年臺灣 \| 1934年臺灣 |
| 纪年： | 己巳年（蛇年）、日本昭和4年 |

## 政府

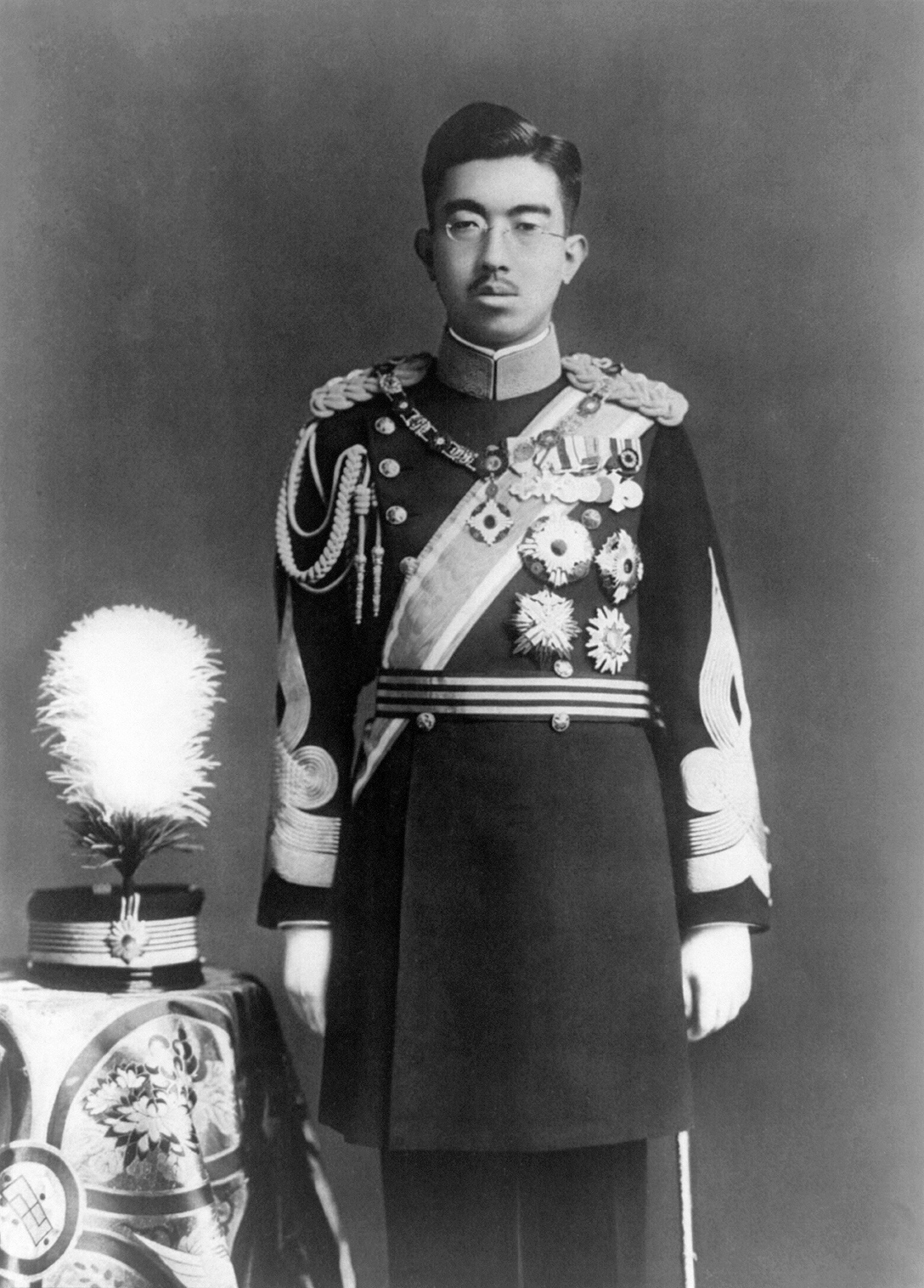
天皇：昭和天皇
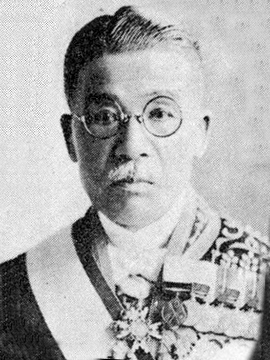
臺灣總督：石塚英藏
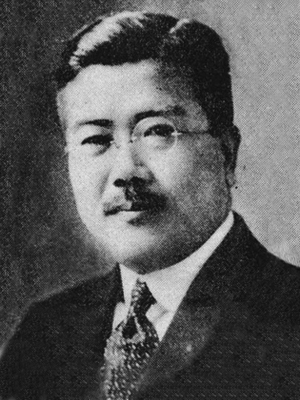
總務長官：人見次郎

### 成員變動

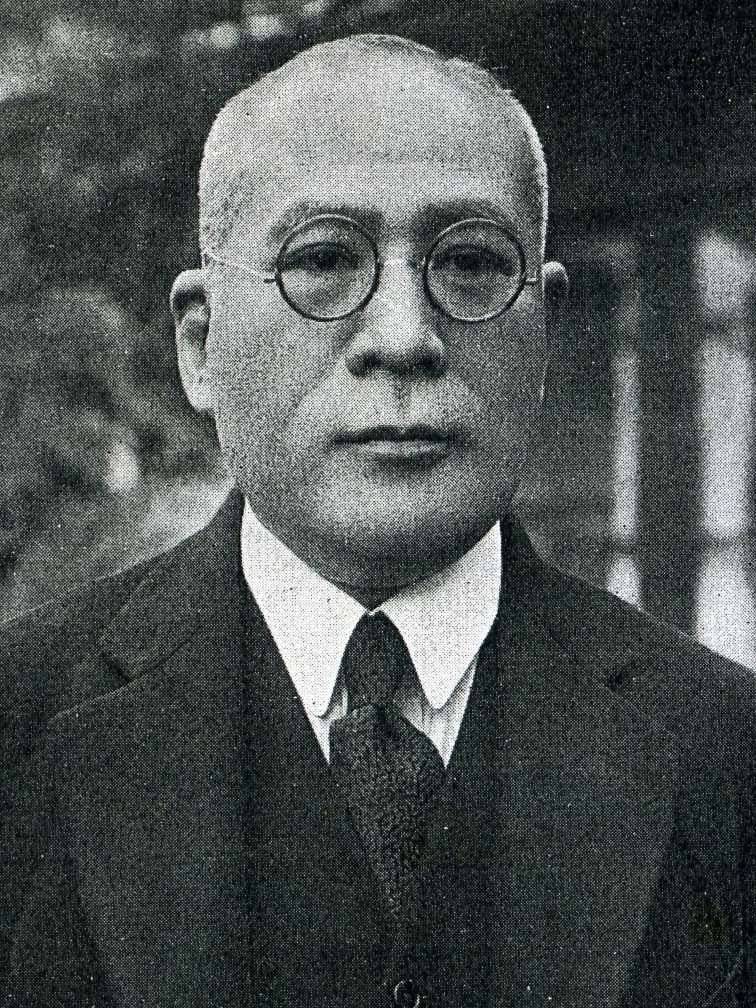
臺灣總督：川村竹治
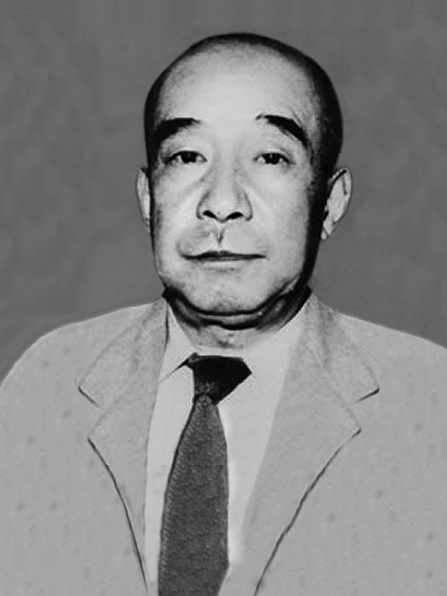
總務長官：河原田稼吉

## 大事記
- 1月13日：臺灣新民報社創立[1]:207。
- 2月12日：二一二大檢舉[1]:207。
- 2月16日：第十次臺灣議會設置請願運動[1]:207。

## 出生
- 1月1日：柯旗化（－2002年1月16日），臺灣文學家，白色恐怖受難者，其所著《新英文法》一書是臺灣最長銷的英文文法書籍。
- 6月6日：高俊明，台灣牧師，白色恐怖受難者。
- 10月25日：陳美玉（－2005年10月24日），台灣排球前輩、臺灣童軍運動先驅。

## 逝世
- 5月20日——蔡惠如，台灣日治時期社會運動領導人之一，曾參與新民會、台灣文化協會創立。（1881年出生）